# Mysterious Monkeys
Mysterious Monkeys war eine deutsche E-Sport-Organisation, welche zwischen 2011 und 2018 im E-Sports aktiv war. 
Mit dem Aufkaufen von Misfits Academy und dem damit verbundenen League of Legends Championship Series Platz erlangte die Organisation erstmals internationale Bedeutung. Zuvor gewann Mysterious Monkeys zweifach die ESL Meisterschaft. Die Organisation besitzt aktuell ein Team in League of Legends. 2017 wurden weitere Teams in Counter-Strike: Global Offensive, Trackmania und Hearthstone angekündigt.

## League of Legends

### Lineup im Jahr 2017
| Nat.        | Name                                | Position |
| ----------- | ----------------------------------- | -------- |
| Polen       | Mateusz „Kikis“ Szkudlarek          | Top Lane |
| Deutschland | Maurice „Amazingx“ Stückenschneider | Jungle   |
| Niederlande | Sofyan „CozQ“ Rechchad              | Mid Lane |
| Frankreich  | Florent „Yuuki60“ Soler             | AD-Carry |
| Korea Sud   | Han „Dreams“ Min-kook               | Support  |

### Auszug der Erfolge
| Datum             | Platz             | Turnier                         | Preisgeld         |
| ESL Meisterschaft | ESL Meisterschaft | ESL Meisterschaft               | ESL Meisterschaft |
| ----------------- | ----------------- | ------------------------------- | ----------------- |
| Dez. 2015         | 1.                | ESL Wintermeisterschaft 2015    | 02.500 $          |
| Mai 2016          | 3. – 4.           | ESL Frühlingsmeisterschaft 2016 | 01.600 $          |
| Aug. 2016         | 3. – 4.           | ESL Sommermeisterschaft 2016    | 01.600 $          |
| Nov. 2016         | 2.                | ESL Wintermeisterschaft 2016    | 03.400 $          |
| Mai 2017          | 1.                | ESL Frühlingsmeisterschaft 2017 | 12.000 $          |